# 樱花频道
日本文化樱花频道（日语：チャンネル桜），通称“樱花频道（日语：日本文化チャンネル桜）”，是日本的一家电视台，一般被认为属于极右翼保守派媒体。

## 概况
2004年4月6日，“株式会社日本文化樱花频道”成立，发起者包括水岛总（《南京的真实》导演）、田形竹尾（原日本陆军准尉）、高橋史朗等日本右翼人士，水岛总担任社长。2004年8月15日，樱花频道开播。樱花频道自称“为日本传统文化复兴和重拾日本人的‘心’而设立”，以“草根”自居，节目内容被指宣扬日本民族主义、军国主义及否定日军战争罪行，例如多次否定南京大屠杀、指责经常播放韩剧的富士电视台是“卖国贼”等等。樱花频道与包括奋起日本在内的日本右翼团体有着密切关系。
樱花频道原先拥有一条自有电视频道，在Sky PerfecTV!第702频道播放，每天24小时播出，内容主要为日本传统艺术，后来由于经营不善而在2007年3月31日停播。此后开始在其他电视频道中播出电视节目。目前樱花频道每天在电视购物频道“Select Shopping”播出两个小时的节目，并创办了视频网站“So-TV”，同时在YouTube及niconico开设了网络频道。